# Bryum mairei
Bryum mairei är en bladmossart som beskrevs av Coppey 1911. Bryum mairei ingår i släktet bryummossor, och familjen Bryaceae. Inga underarter finns listade i Catalogue of Life.